# Baja tolerancia a la frustración
En la terapia racional emotiva conductual de Albert Ellis, se utiliza a menudo el concepto de baja tolerancia a la frustración o hedonismo a corto plazo para explicar conductas paradójicas de procrastinación (posposición) y autodestrucción. Se define como la búsqueda del placer inmediato o la evitación del dolor a costa del estrés y derrotismo a largo plazo.
Las personas con baja tolerancia a la frustración, al tener una sensibilidad excesiva hacia todo aquello que sea desagradable, no toleran contratiempos, molestias o demoras en la satisfacción de sus deseos y no soportan ningún sentimiento o circunstancia desagradable. Frecuentemente albergan sentimientos de ansiedad, tristeza, agitación, resentimiento, humillación y enfado. Se victimizan y culpan a agentes externos de lo que les pasa.

## Concepto
El concepto fue originalmente desarrollado por el psicólogo Albert Ellis, bajo la teoría de que la baja tolerancia a la frustración (low frustration tolerance, LFT) es un componente evaluativo de las creencias disfuncionales e irracionales del individuo. Los comportamientos se derivan entonces a evitar los eventos frustrantes que, paradójicamente, conducen a aumento aun mayor de la frustración y del estrés mental que se pretendía evitar.
En la TREC el constructo opuesto es “alta tolerancia a la frustración”.

## Características
La baja tolerancia a la frustración puede tener sus inicios desde la niñez debido al mal manejo de los padres al brindar todo lo que el niño solicita sin esfuerzo alguno de su parte, por lo cual los niños pueden llegar a creerse merecedores de todo lo que deseen con solo pedirlo. No sabe manejar tiempos ni horarios. Por lo cual crece con esa equivocada creencia que lo hace ser una persona irritable, con incapacidad para la solución de problemas. Al creer que la vida debe ser fácil y placentera abandona sus proyectos personales o ciertas situaciones por no saber cómo conducirse sin angustiarse. Suelen interpretar la realidad de forma disfuncional adoptando conductas infantiles. Creen que tienen que obtener todo lo que quieren y para ello exigen, ordenan e insisten para que se satisfagan sus deseos a toda costa. Creen que es necesario que la vida sea siempre fácil y cómoda. Creen que cualquier dificultad, demora, fracaso, etc., es demasiado horrible para soportarla. Confunden sus deseos con sus necesidades.

## Concurrencia
La baja tolerancia a la frustración se suele presentar en multitud de problemas relacionados con la dificultad en el control de los impulsos, como:
- Adicciones
- Ludopatía
- Compra compulsiva
- Cleptomanía
- Tricotilomanía
- Trastorno explosivo intermitente
- Piromanía
- Autolesión

Es posible que también se presente en personas con condiciones neurobiológicas como el autismo o el síndrome de Asperger.